# جون دبليو. ليونارد
جون دبليو. ليونارد (بالإنجليزية: John W. Leonard)‏ هو عسكري أمريكي، ولد في 25 يناير 1890 في توليدو في الولايات المتحدة، وتوفي في 26 أكتوبر 1974.

## معرض صور

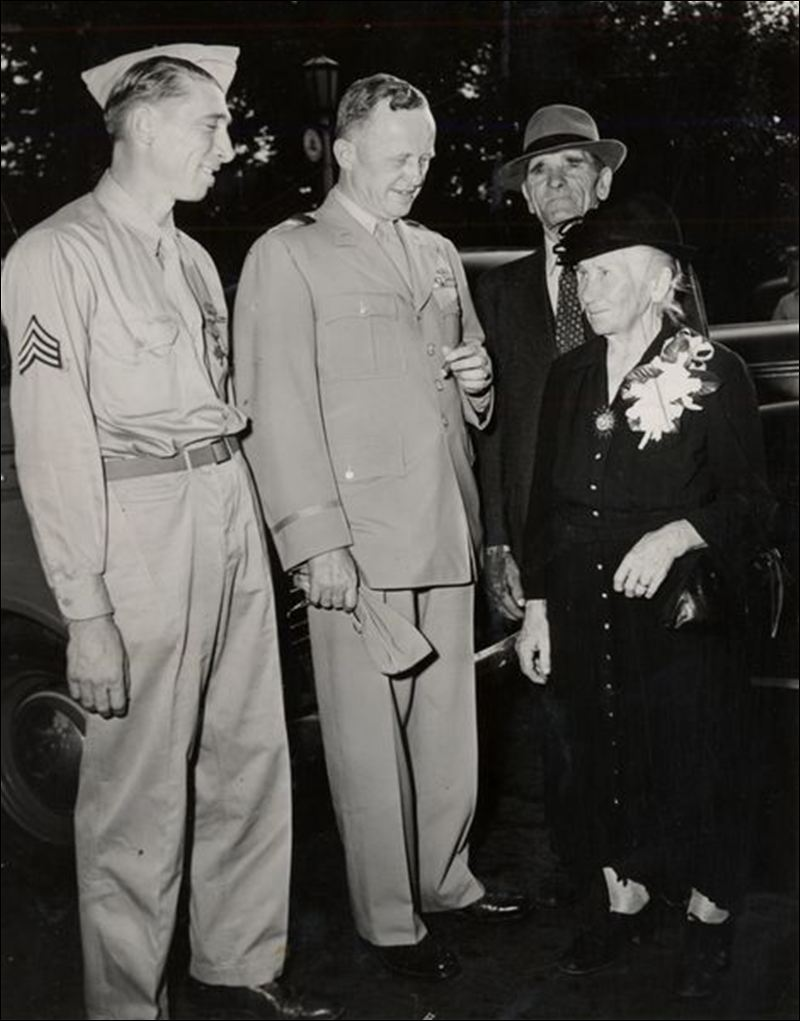
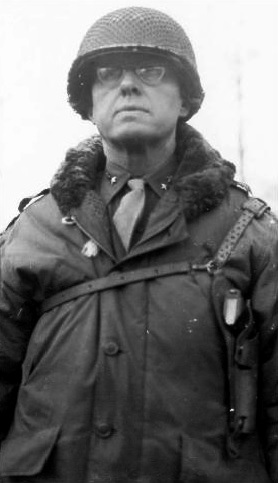
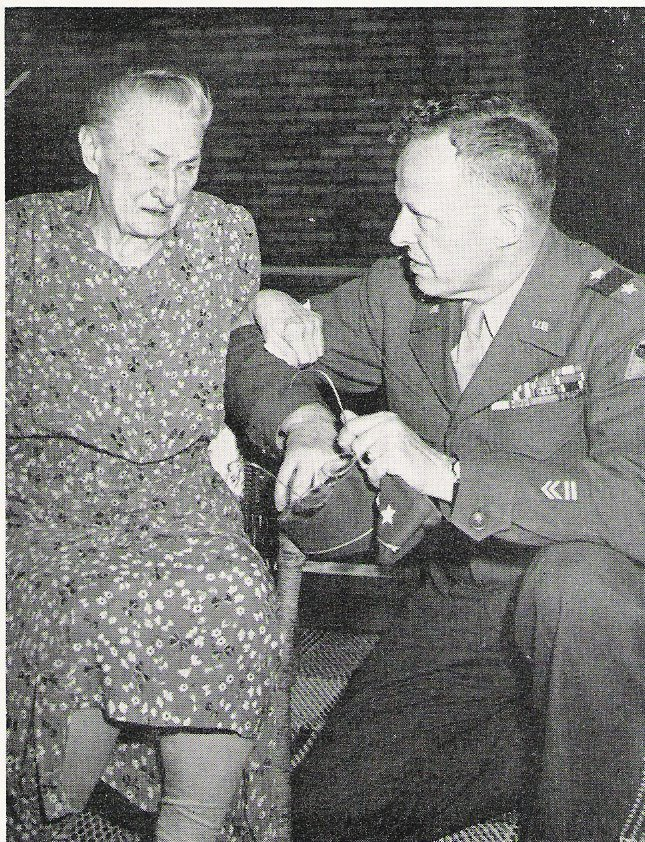
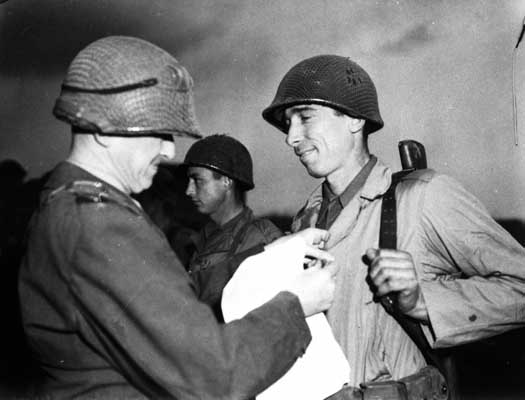